# María del Pilar
María del Pilar es una zarzuela grande compuesta por Gerónimo Giménez, a partir de un libreto en español de Francisco Flores García y Gabriel Briones. Se estrenó en Madrid en el Teatro Circo de Parish el 17 de diciembre de 1902.

## Historia
La obra se enmarca dentro de la búsqueda del favor del público en los espectáculos de gran formato, un suceso muy propio de la Restauración y en competencia con el género chico. En la temporada en la que se enmarca el estreno de María del Pilar se buscaba:
"Renovar el aire en el mundo artístico, aportar nuevos elementos, hacer arte nuevo".
Su recepción fue muy aclamada tanto por el público como por la crítica. De hecho, la noche de su estreno se repitieron varios números:
"El éxito de María del Pilar ha sido grande. […] El maestro Giménez es un músico culto, de brillante historia, de mucho talento y de mucha modestia […] que ha venido a sostener la importancia artística de nuestra zarzuela clásica como Chapí y como Bretón".
La obra se mantuvo en cartel desde el 17 de diciembre hasta el 10 de enero, alcanzando veintiséis representaciones. También se representó en fechas puntuales: 15, 18 y 24 de enero, 8 de febrero y 4 de marzo y  el 13 de abril, se estrena en el Teatro Calderón de Valladolid.

## Música
La obra supone el primer acercamiento del compositor al género de la  zarzuela grande, cuya partitura manifiesta no sólo la solvencia de un compositor ha podido ampliar su formación en el Conservatorio de París y en Roma, sino también la de un músico que conoce bien el contexto lírico nacional como maestro concertador y compositor, y un director de música sinfónica.
María del Pilar es casi una ópera por lo extenso. Aunque la referencia inexcusable es el mundo lírico italiano, que presta no sólo el lenguaje sino también los modelos formales a dúos y concertantes, los años de formación francesa del sevillano o su labor dirigiendo música gala en la Sociedad de Conciertos dejan huella en la partitura. Su discurso armónico es ortodoxo, con el empleo de leves cromatismos y encadenamientos de acordes de séptima disminuida. Wagner está presente, sin duda, en la introducción orquestal del número inicial, que tanto por su estabilidad armónica, la concepción sonora del bloque orquestal y el juego estático sobre una célula arpegiada, manifiesta relación evidente con el genial preludio de El oro del Rin. Los números corales inician los Actos Primero y Segundo —el primero con una introducción orquestal—; además, los Actos Primero y Tercero se cierran con concertantes con coro a modo de finales operísticos. El Acto Tercero incluye un preludio, convertido en elemento obligado tras la moda verista impuesta por Cavalleria rusticana (1890), ópera que tanto éxito ha alcanzado en nuestro país y que todavía a finales de enero de 1903 comparte cartel con María del Pilar en el mismo Price.
La obra tuvo buena acogida desde el momento de su estreno: "El éxito de María del Pilar ha sido grande. […] El maestro Giménez es un músico culto, de brillante historia, de mucho talento y de mucha modestia […] que ha venido a sostener la importancia artística de nuestra zarzuela clásica".

## Argumento
La acción se desarrolla en la localidad Villamayor, provincia de Salamanca, en el año 1860.

### Acto primero
La obra comienza con un cuadro popular: un canto de trilla por parte de los campesinos. El Tío Licurgo, capataz y mano derecha del terrateniente Valentín, aprovecha un paréntesis en el trabajo para declarar su amor a la cocinera. Seguidamente y con similares intenciones, Marcelino pretende a María del Pilar, bajo la atenta mirada de Almendrita, que también está enamorado de la joven campesina. Ella, rechazando a Marcelino, revela que sigue amando a Rafael, hermano del amo, aunque en el pueblo se diga que ella era sólo una novia de apuesta para él, y que su objetivo auténtico era Esperanza. A su vez, Esperanza tiene su alma en un puño desde que se ha enterado de la vuelta al pueblo de Rafael, hermano de su marido, el terrateniente Valentín. Ahora, Rafael es su cuñado, pero en el pasado ambos se habían hecho promesas de amor eterno. Al enterarse Rafael de que su antigua novia se ha casado con su hermano, acude, despechado, a pedir la mano de María del Pilar.

### Acto segundo
Marcelino se propone desengañar a María del Pilar de su relación con Rafael. Con el fin de impedir el matrimonio, desvela a Valentín la antigua relación de su hermano y su mujer. Profundamente herido y creyéndose deshonrado por su propio hermano, Valentín desafía a Rafael, interponiéndose Esperanza entre ambos.

### Acto tercero
Rafael y Esperanza aseguran haber antepuesto su honor a sus sentimientos, por lo que Rafael desafía a Marcelino por sus calumnias. María del Pilar consuela a Rafael, y éste comienza a verla con nuevos y enamorados ojos. Así,  María del Pilar, excluida hasta el desenlace final del triángulo amoroso alrededor del cual se urde el argumento, supone su solución.

## Números musicales
- Preludio
- Acto primero
  - Coro de Campesinos: "¡Con la trilla y el bieldo...!"
  - Dúo de Licurgo y Nieves: "No es usté una belleza"
  - Terceto de Marcelino, María del Pilar y Almendrita: "Siempre huyendo de mi lado"
  - Romanza de Esperanza: "¡Sombra que en el alma evocas días de amor y desventura'"
  - Dúo de Rafael y Esperanza: "¡Qué hermosa mis ojos la vuelven a ver!"
  - Final primero: "Vuelves a ver estos campos, los reflejos de este sol"
- Acto segundo
  - Jota: " Con su nombre entre los labios"
  - Terceto de Nieves, Licurgo y Almendrita: "¡Pues no se pone poco furiosa!"
  - Romanza de Rafael: "¡Buscando el reposo...!"
  - Dúo de Valentín y Marcelino: "¿Riñendo con las mujeres...?"
  - Dúo de Esperanza y María del Pilar: "En odiarme, rencorosa, no te asiste la razón"
  - Terceto de María del Pilar, Rafael y Marcelino. Final segundo: "Cualquiera diría que estáis enojados..."
- Acto tercero
  - Preludio
  - Cuarteto de María del Pilar, Nieves, Rafael y Almendrita: "Aquí, donde esperaba la ventura"
  - Romanza de Valentín: "¡Cual rayo que aniquila...!"
  - Final tercero "Con su falda bordada..."

## Personajes
- María del Pilar (soprano). Hija de Tío Licurgo y antigua novia de Rafael.
- Esperanza (soprano). Mujer de Valentín y antigua novia de Rafael.
- Señá Nieves (mezzosoprano). Cocinera.
- Rafael (tenor). Hermano de Valentín y antiguo novio de Esperanza y María del Pilar.
- Valentín (bajo). Terrateniente, marido de Esperanza y hermano de Rafael.
- Marcelino (barítono). Pretendiente de María del Pilar.
- Tío Licurgo (bajo). Padre de María del Pilar y ayudante de Valentín.
- Almendrita (tenor). Trabajador enamorado en secreto de María del Pilar.